# Ginnastica acrobatica ai Giochi mondiali 2022 - Coppia maschile
La gara della coppia maschile di ginnastica acrobatica ai Giochi mondiali 2022 si è svolta il 16 luglio 2022 a Birmingham.

## Risultati

### Qualificazioni
| Rank | Squadra                              | Nazione     | Balance | Dynamic | Totale | Note |
| ---- | ------------------------------------ | ----------- | ------- | ------- | ------ | ---- |
| 1    | Bohdan Pohranychnyi, Danylo Stetsiuk | Ucraina     | 28.510  | 28.330  | 56.840 | Q    |
| 2    | Angel Felix, Braiden McDougall       | Stati Uniti | 28.550  | 28.100  | 56.650 | Q    |
| 3    | Daniyel Dil, Vadim Shulyar           | Kazakistan  | 28.230  | 27.080  | 55.310 | Q    |
| 4    | Fabio Beco, Bruno Ramalho            | Portogallo  | 27.930  | 27.120  | 55.050 | Q    |
| 5    | Harley Curtis-Lawrence, Harry Hole   | Regno Unito | 26.860  | 26.880  | 53.740 | R1   |

### Finale
| Rank | Squadra                              | Nazione     | Difficoltà | Esecuzione | Artistico | Totale | Note |
| ---- | ------------------------------------ | ----------- | ---------- | ---------- | --------- | ------ | ---- |
| 1    | Bohdan Pohranychnyi, Danylo Stetsiuk | Ucraina     | 2.240      | 8.900      | 17.800    | 28.940 |      |
| 2    | Angel Felix, Braiden McDougall       | Stati Uniti | 2.350      | 9.100      | 17.300    | 28.750 |      |
| 3    | Daniyel Dil, Vadim Shulyar           | Kazakistan  | 2.270      | 8.750      | 17.500    | 28.520 |      |
| 4    | Fabio Beco, Bruno Ramalho            | Portogallo  | 2.200      | 8.650      | 17.200    | 28.050 |      |